# 왕순식
왕순식(王順式, ? ~ ?)은 명주(현 강원도 강릉시)의 호족이며, 고려의 대광(大匡)이다. 명주에서 장군을 자칭하며 궁예, 왕건등과 오래도록 대립하였으나 허월(許越)의 설득으로 왕건에게 귀부한다.

## 생애
왕순식은 후삼국시대의 명주 호족이다. 원래 이름은 순식이며, 그의 성씨에 대해서는 정확히 알려진 바가 없다. 정식 사서에는 성(姓)이 없이 순식으로 전한다.
891년 궁예가 양길의 명을 받고 강원도 일대를 정벌할 당시, 순식은 명주 장군을 자칭하며 명주에 자리잡고 있었다. 당시 궁예와 오래도록 대치하여 명주에서 독자적인 세력으로 남았다. 918년 궁예가 사망하고 왕건이 고려를 세웠을 때에도 왕건에게 복종하지 않았다.
922년에 시랑 권열(權說)이 왕건에게 아뢰기를 순식의 아비가 개경에서 승려로 있음을 알리며 허월로 하여금 귀부하도록 설득하길 청하였다. 허월의 설득으로 순식은 왕건에게 맏아들 수원을 보내니 왕건이 왕씨 성을 하사한다. 이후 아들 왕장명과 병사 600명을 또 보내며 왕건을 숙위하도록 한다.견훤의 신라급습 이후 928년 정식으로 자제들을 이끌고 개경에 내조하고 왕건을 알현하니 왕건이 매우 기뻐하여 그를 대광(大匡)으로 임명하고 왕씨 성을 하사한다. 또한 아들 왕장명에게 렴이라는 이름을 하사하고, 원보(元甫)에 임명한다.
936년 신검을 토벌하는 일리천 전투에 병사들을 이끌고 중군에서 기병을 통솔하며 삼한통일에 기여한다.

## 가계
- 아버지 : 허월(許越)
- 어머니 : 미상(未相)
  - 아들 : 왕수원(王守元)
  - 아들 : 왕렴(王廉)

## 왕순식이 등장하는 작품
- 《태조 왕건》(KBS, 2000년~2002년, 배우: 박상규)

## 같이 보기
- 허월
- 김주원
- 왕예